# Грабник (Бобрская городская община)
Грабник (укр. Грабник) — село в Бобрской городской общине Львовского района Львовской области Украины.
Население по переписи 2001 года составляло 81 человек. Занимает площадь 1,35 км². Почтовый индекс — 81225. Телефонный код — 3263.